# Bus Simulator 18
Bus Simulator 18 es un videojuego de simulación de autobuses desarrollado por la compañía austriaca Stillalive Studios y distribuido por la alemana Astragon. Salió al mercado el 13 de junio de 2018 para Microsoft Windows, y en agosto de 2019 para las plataformas PlayStation 4 y Xbox One. Su motor de juego es el Unreal Engine 4. Es secuela directa de Bus Simulator 16.

## Jugabilidad
Bus Simulator 18 cuenta con un mapa dos veces más grande que su predecesor. Esa diversidad permite al jugador conducir por doce distritos con ocho vehículos con licencia procedentes de las marcas Iveco Bus, MAN, Mercedes-Benz, Neoplan y Setra, que van desde autobuses de piso bajo hasta autobuses articulados. Al igual que Bus Simulator 16, también utiliza generación de procedimientos. El sistema requiere que los jugadores completen diferentes misiones para desbloquear nuevos distritos. Desde el punto de vista administrativo, los jugadores pueden crear sus propias líneas de autobuses, así como comprar, vender y actualizar autobuses.

## Desarrollo y lanzamiento
El juego fue revelado en mayo de 2018. Fue desarrollado por Stillalive Studios y publicado por Astragon Entertainment. Su motor de juego, Unreal Engine 4, permite mostrar gráficos considerablemente mejorados en comparación con el Bus Simulator 16. Se lanzó por primera vez para Microsoft Windows el 13 de junio de 2018, con modding y modo multijugador. Las versiones de PlayStation 4 y Xbox One estuvieron disponibles posteriormente en agosto de 2019.

## Recepción
Chris Jarrard de Shacknews le puntuó con 6/10 al juego, escribiendo que el videojuego "no cambia las reglas del juego y, para ser honesto, no es la experiencia más gratificante que he tenido frente a mi PC". Entendía que tenía tres problemas principales del juego: falta de contenido, errores multijugador y un modo campaña aburrida.
Chris O'Connor de Impulse Gamer lo calificó con 4 sobre 5. Consideró que el juego era bastante relajante, pero añadió que su contenido no era lo suficientemente profundo.
Alec Meer de Rock, Paper, Shotgun disfrutó del ambiente en el juego, que es tan bueno que incluso le gustaría convertirse en conductor de autobús. "Me deja con una profunda simpatía por los conductores de autobús y un gran terror de que alguna vez pueda convertirme en uno".
Andy Kelly, de PC Gamer, lo comparó con Euro Truck Simulator 2, comentando que el juego tal vez no sea tan bueno como el simulador de camiones, pero está lleno de interacción, algo en lo que le supera.